# Навойова-Гура
Навойова-Гура (пол. Nawojowa Góra) — село в Польщі, у гміні Кшешовиці Краківського повіту Малопольського воєводства.
Населення — 1972 особи (2011).
У 1975-1998 роках село належало до Краківського воєводства.

## Демографія
Демографічна структура станом на 31 березня 2011 року:
|          | Загалом | Допрацездатний вік | Працездатний вік | Постпрацездатний вік |
| -------- | ------- | ------------------ | ---------------- | -------------------- |
| Чоловіки | 967     | 203                | 649              | 115                  |
| Жінки    | 1005    | 181                | 580              | 244                  |
| Разом    | 1972    | 384                | 1229             | 359                  |